# 韶肯
韶肯（1951年1月15日—），一译苏庆，柬埔寨政府和柬埔寨人民党的主要领导人之一，现任柬埔寨副首相兼柬埔寨内政部大臣。。他是已故的柬埔寨参议院议长、柬埔寨人民党主席谢辛亲王的妹夫。
他从1998年起担任内务部大臣，并在2006年通过内阁重组，独立控制内务部。此外，自1992年起，他就担任柬埔寨副首相。2015年6月14日，西哈莫尼国王授予他“亲王”的封号，称Samdech Kralahom Sar Kheng（សម្ដេចក្រឡាហោម ស ខេង）。